# Peștera Ghețarul de la Vârtop
Peștera Ghețarul de la Vârtop este cunoscută și apare sub mai multe denumiri Peștera Minunată sau Ghețarul de la Casa de Piatră și este locul în care s-a găsit cea mai veche urmă a omului de Neanderthal din România. 
Denumirea peșterii vine de la platoul sub care se află, platoul Vârtop, vârtoapele fiind adânciturile (doline ) care se formează în zonele carstice.

## Localizare
Ghețarul de la Vârtop este situat pe teritoriul comunei Arieșeni, județul Alba, în Munții Bihorului. Se ajunge urmând șoseaua de pe Valea Gârda Seacă aproape 12 km din comuna Gârda de Sus, până în cătunul Casa de Piatră. La acest cătun se poate ajunge și coborând din traseul turistic Padiș-Scărișoara în Poiana Călineasa. Ghețarul de la Vârtop este situat în versantul vestic al muntelui, spre Valea Gârda Seacă, la o diferență de nivel de 170 m față de fundul văii.

## Istoric
Intrarea în peșteră este cunoscută de localnici de sute de ani, dar nu a fost menționată în lucrări știintifice până în 1955, când o echipă condusă de profesorul Marcian Bleahu a pătruns în galeriile profunde ale peșterii. Ulterior a fost cartată de Bleahu și Iosif Viehmann. În 1957 a fost declarată monument al naturii și închisă cu poartă. Mulți specialiști susțin că este chiar mai spectaculoasă decât mult mai celebra peșteră "Ghețarul de la Scărișoara".

## Descriere

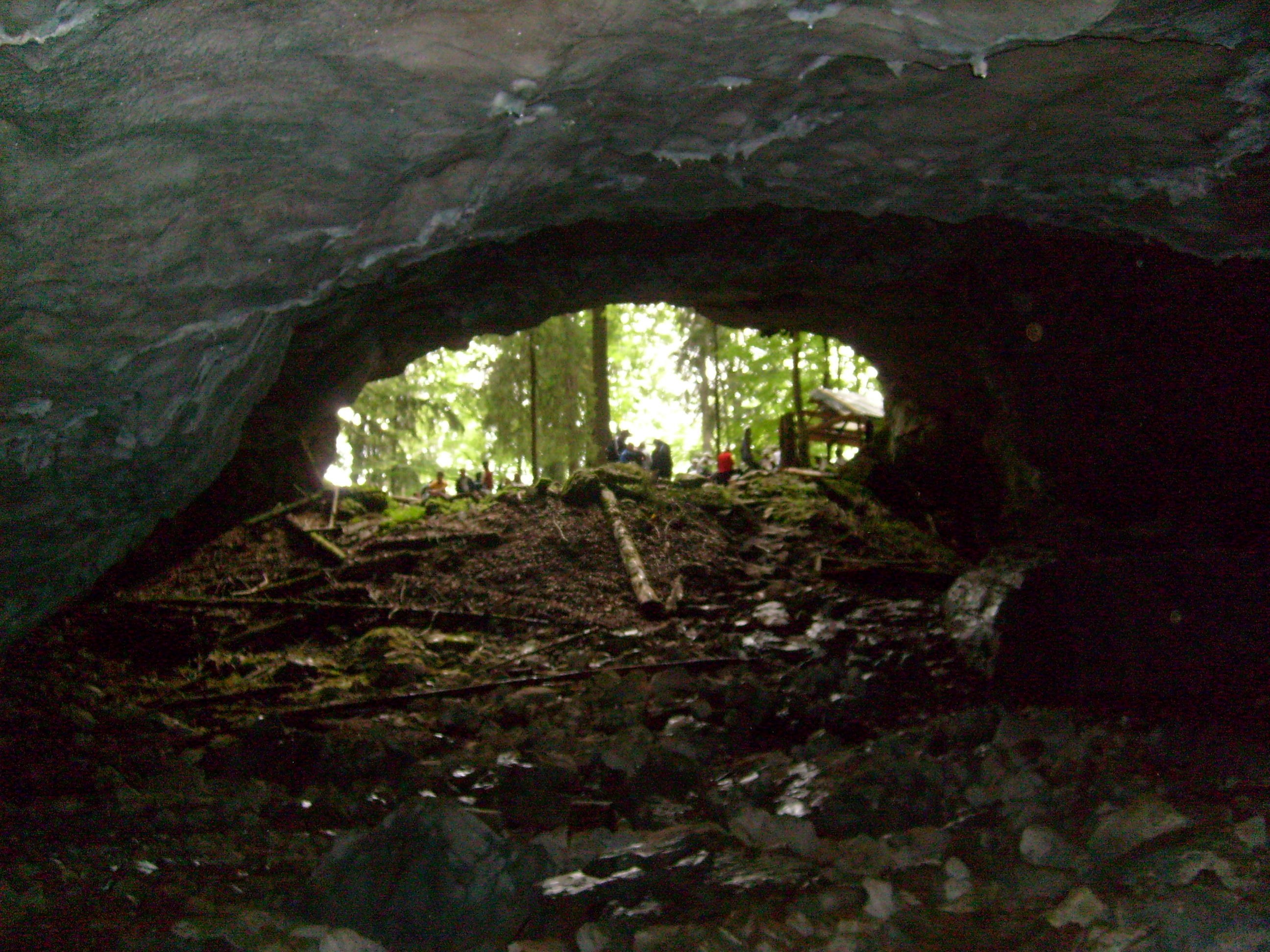
Portalul peșterii, văzut din interior

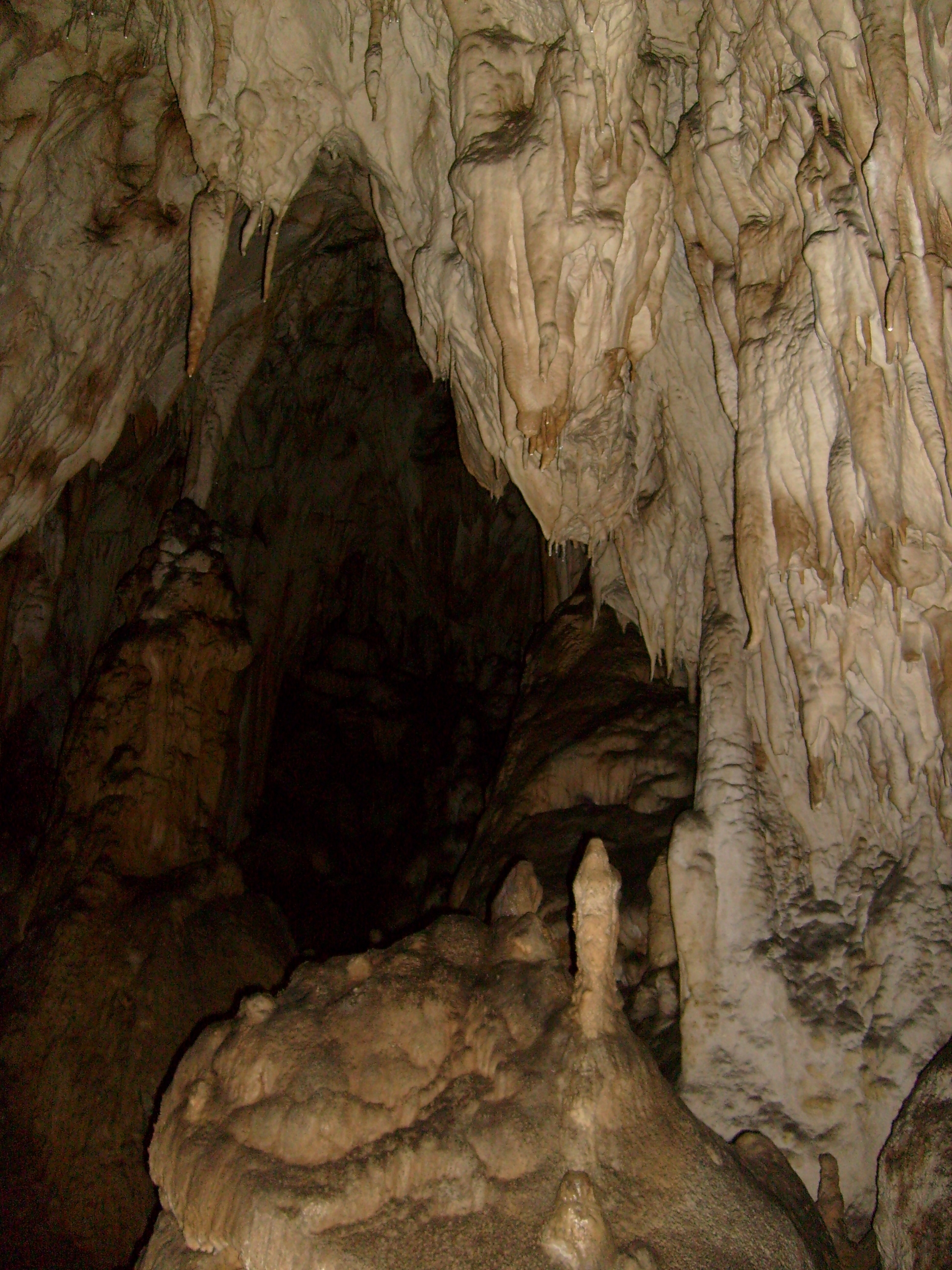
Sala Domului

Intrarea este un portal de 20 metri lățime și 7 metri înălțime. Este descendentă și duce în "Sala Marcian Bleahu" fosta Sala Ghețarului, de peste 70 metri lungime. Blocul de gheață are aproximativ 1.600 metri cubi se formează temporar, pe perioada verii reducându-se la gheața rămasă la nivelul planșeului printre blocurile de stâncă. Din această sală, trecând printr-o poartă și un scurt sector de galerie joasă, se ajunge în "Sala Domului", în care se poate admira un dom din montmilch, festonat cu gururi, precum și draperii interesante pe tavan. De aici se intră în "Sala Minunilor", denumită astfel datorită diversității speleotemelor prezente: stalactite,, stalagmite,coloane, draperii parietale, coralite, gururi etc. Din această sală se urcă spre "Sala Mare", cu o lungime de peste 100 metri.
Aici se găsesc domuri stalagmitice și numeroase stalagmite, stalactite, coloane, coralite, baldachine, draperii, gururi festonate, un disc și cristale de calcit. Importanța peșterii rezidă mai ales în bogăția formațiunilor de depunere calcitică, foarte variate ca tip și bine conservate. Deși mică, aceasta este una dintre cele mai frumoase peșteri din țară datorită conservării podoabelor.

## Arheologie
Cercetările știintifice din 1974 au dus la descoperirea "Sălii Pașilor" de către o echipă condusă de profesorul Iosif Viehmann, de la Institutul Speologic "Emil Racoviță" din Cluj. În această sală au fost descoperite urme pietrificate ale "omului de Vârtop", din care una a fost recoltată și studiată la Institutul de Speologie din Cluj. Urma are 22 centimetri lungime și 10,6 centimetri lățime. Degetul mare era mai depărtat de celelalte degete cu 1,6 centimetri, lucru care a indus constatarea că putea "apuca" obiecte cu piciorul, ca maimuțele. Specialiștii au mai stabilit că înalțimea "omului de Vârtop" depășea 146 centimetri. 
După descoperire, în urma cercetărilor realizate de antropologul Cantemir Rișcuția, acesta a stabilit ca este vorba de omul de Neanderthal. La Institutul din Cluj au fost realizate, cu ajutorul unui tomograf performant, secțiuni imagistice și s-a constatat că momentul în care omul de Neanderthal a pășit și a lăsat urma într-o substanță moale a fost în urmă cu 62.000 ani. Ulterior urma s-a umplut cu un alt material, datat ca având o vechime de aproximativ 25.000 ani.

## Condiții de vizitare
Datorită frumuseții excepționale și pentru a păstra farmecul vizitării unei peșteri cât mai puțin modificată de către om, există doar un traseu balizat, dar care prin amenajări minimale asigură siguranța și conforul vizitării. Peștera este situată în Zona de protecție integrală a Parcului Natural Apuseni, iar pentru limitarea nivelului de intervenție a omului în scopul conservării valorilor naturale, activitățile de vizitare urmăresc respectarea principiilor ecoturismului. 
Accesul vizitatorilor este permis doar în grupuri organizate la intrare și însoțite de către ghidul peșterii. Accesul în peșteră este strict interzis fără a fi conform normelor de vizitare afișate, iar pentru desfășurarea altor activități în peșteră în afara celor de vizitare, este necesară obținerea în prealabil a avizului Administrației Parcului Natural Apuseni și a altor instituții abilitate, după caz. 
La intrare, vizitatorul trebuie să semneze o declarație prin care confirmă că și-a însușit instrucțiunile de siguranță date de către ghidul peșterii și își asumă responsabilitatea pentru orice tip accident care i s-ar putea întâmpla în peșteră dacă aceste instrucțiuni nu sunt respectate. Lista cu semnături reprezintă și o evidență a numărului de persoane care au vizitat peștera.

## Fauna
Sunt prezente multe elemente trogloxene (moluște, coleoptere), dar în parțile întunecate ale culoarelor abundă Pholeuon proserpinae glaciale.

## Galerie de imagini

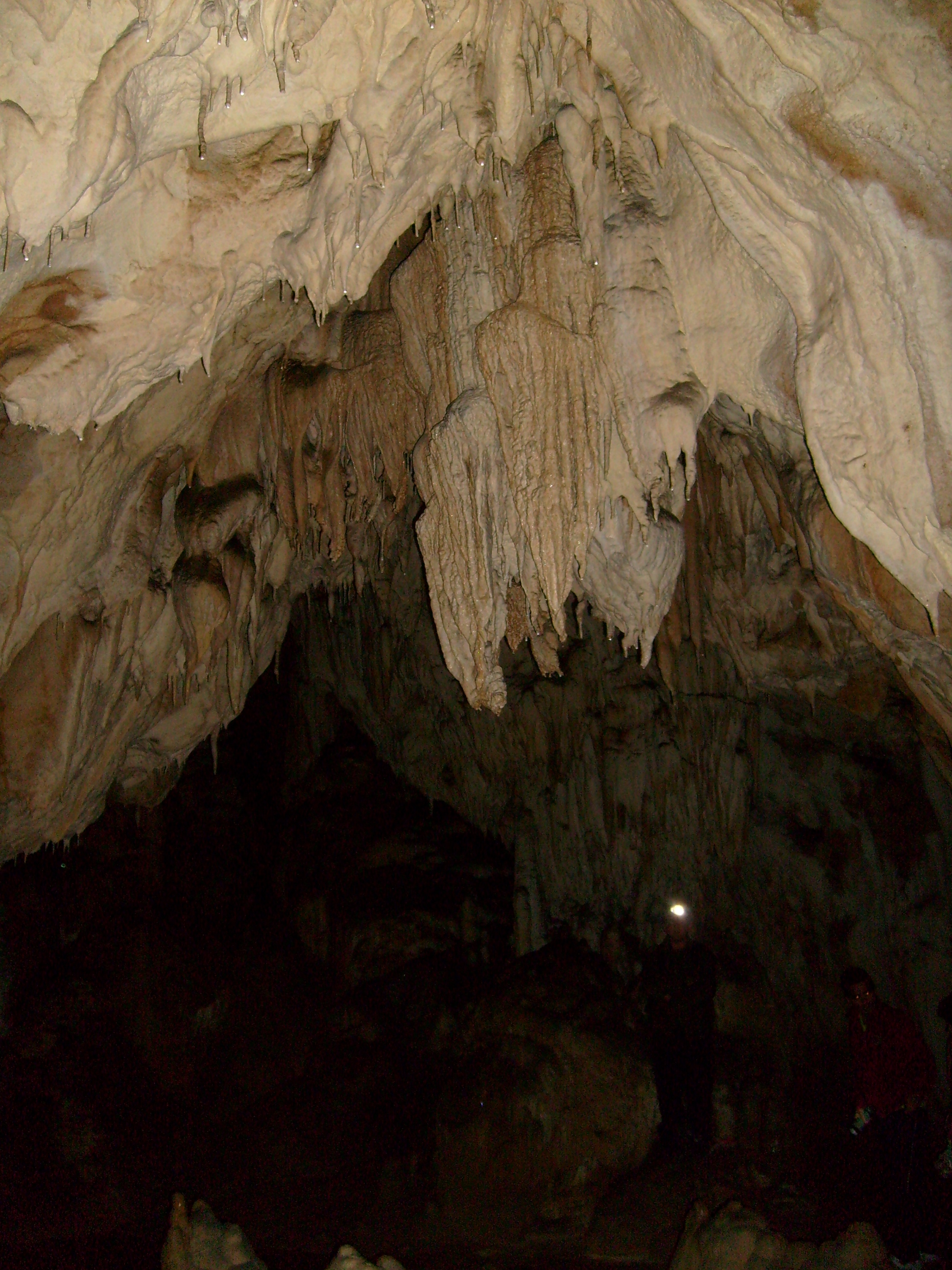
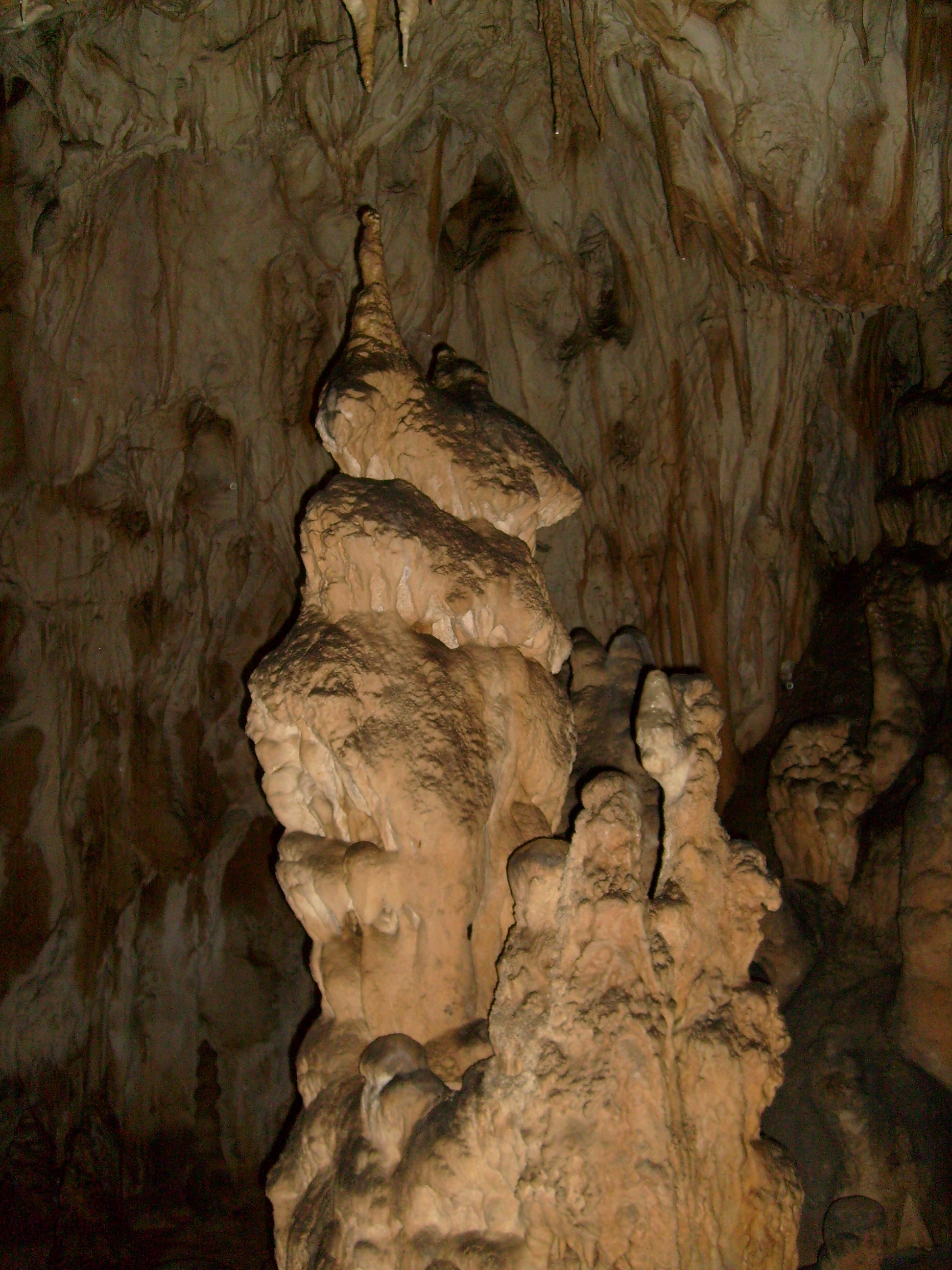
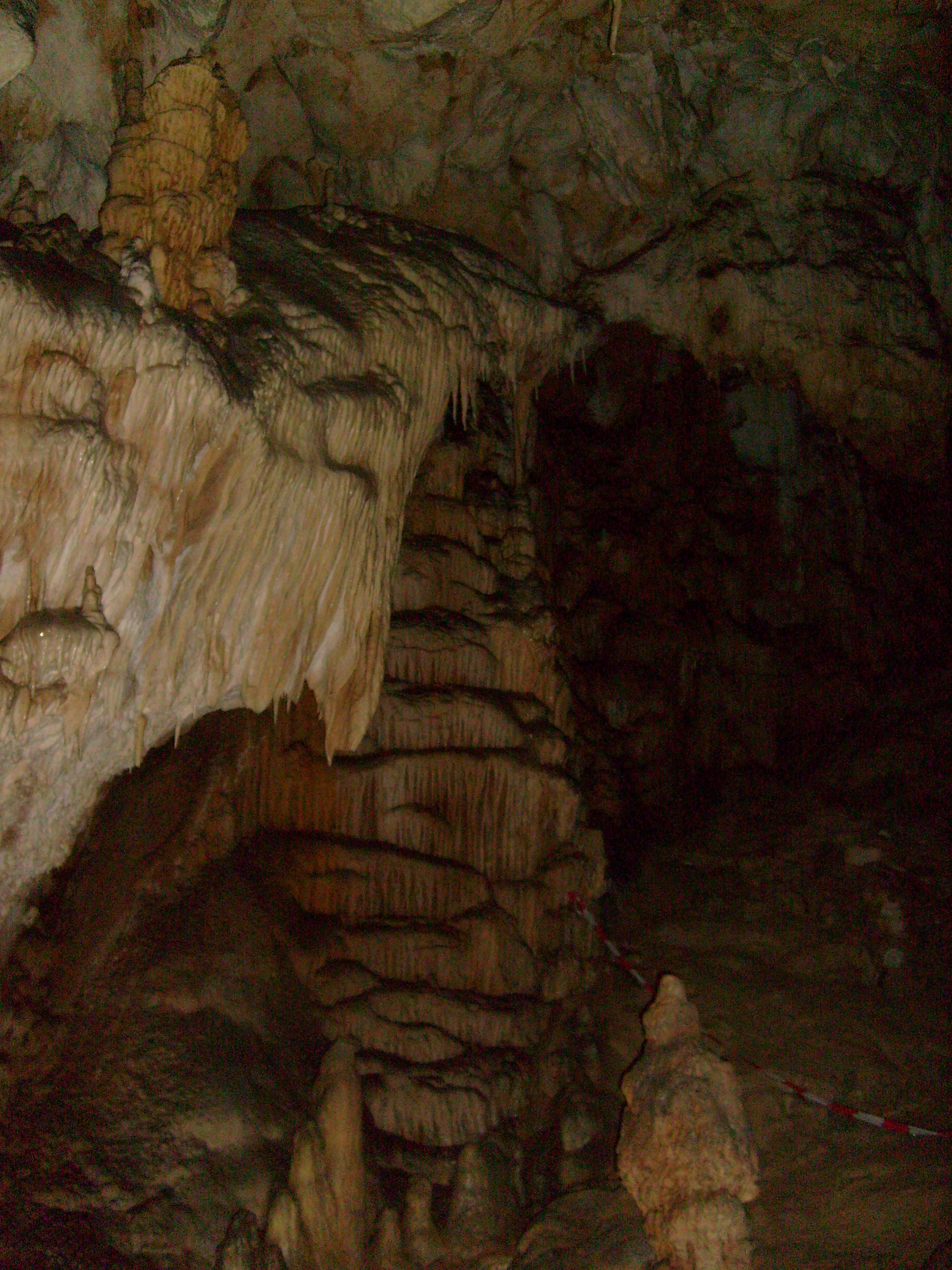
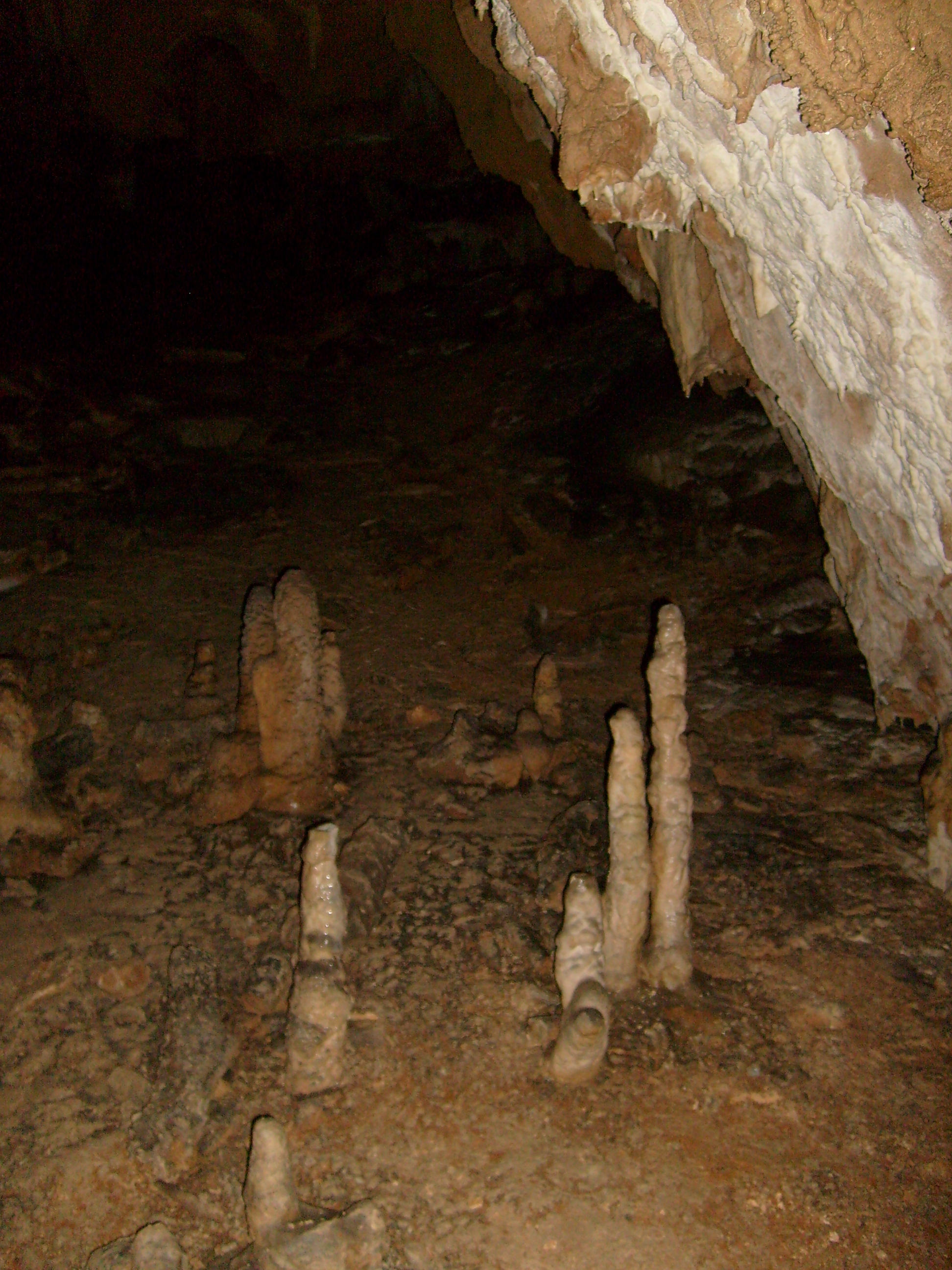
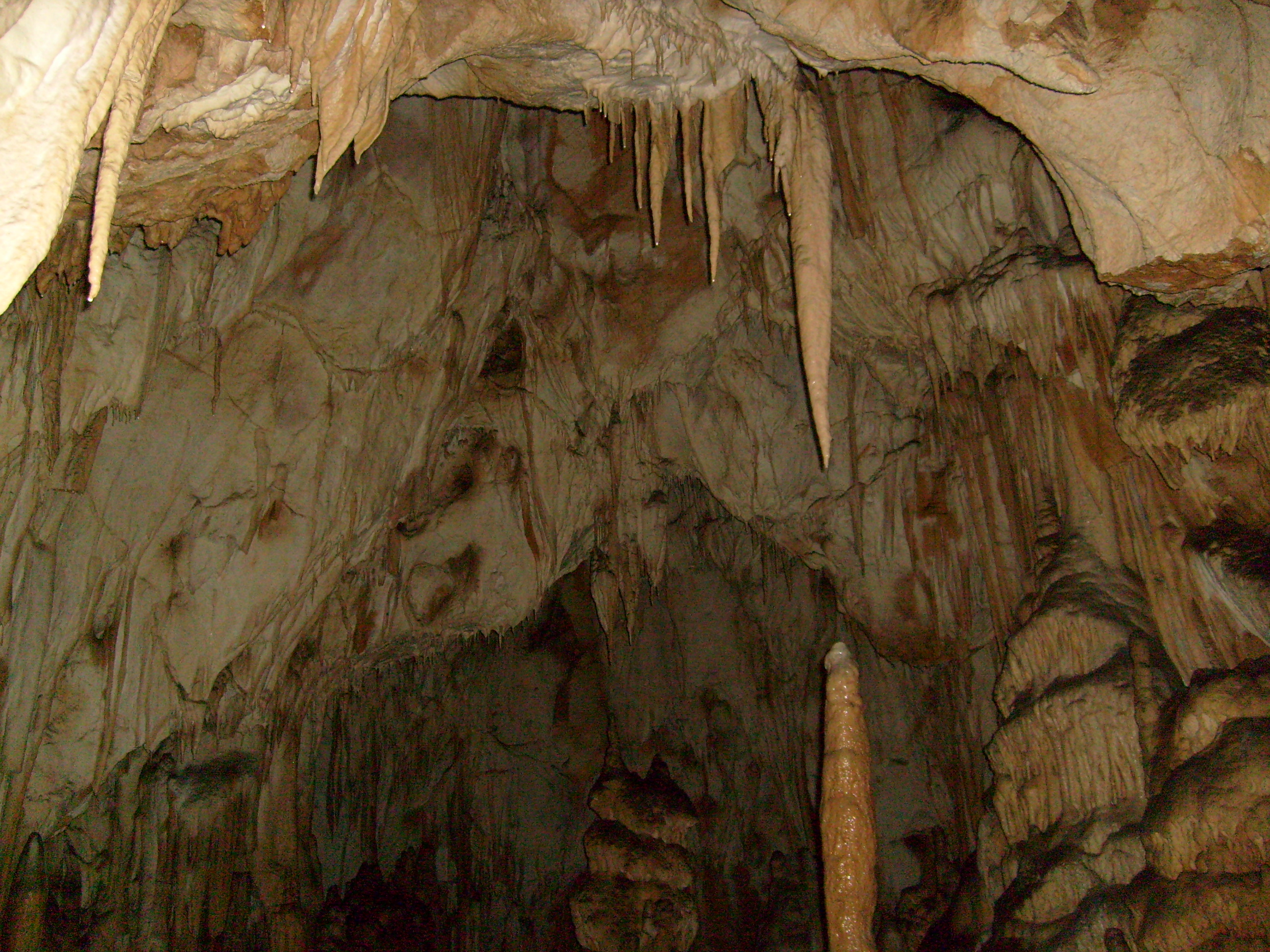
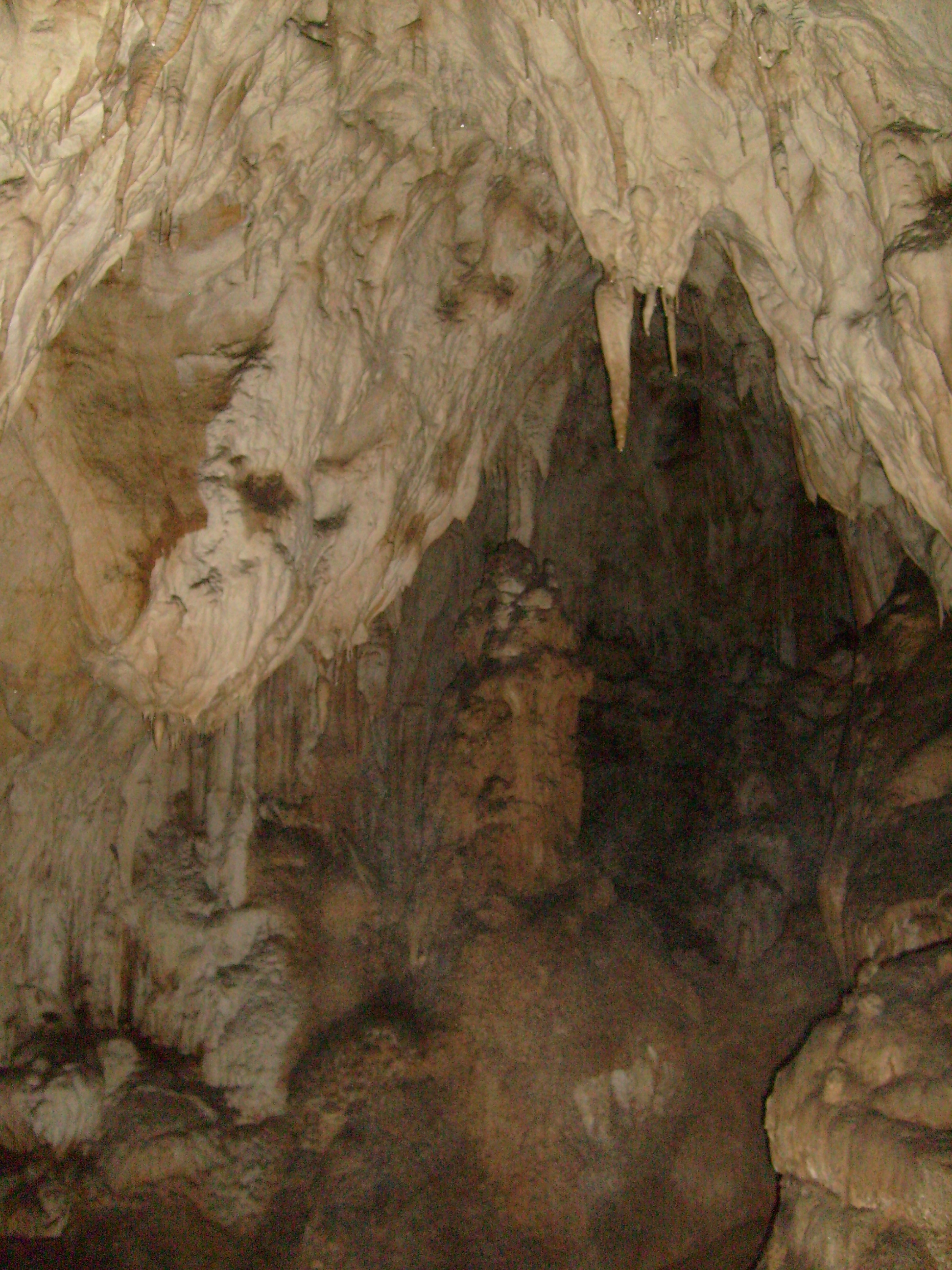